# 24-Stunden-Rennen von Daytona 1983

Skizze des Daytona International Speedway, das Rennen wurde auf dem kombinierten Oval- und Straßenkurs ausgetragen

Das 16. 24-Stunden-Rennen von Daytona, auch 21th Annual 24 Hour Pepsi Challenge, Daytona International Speedway, fand am 5. und 6. Februar 1983 auf dem Daytona International Speedway statt und war der erste Wertungslauf zur IMSA-GTP-Meisterschaft dieses Jahres.

## Das Rennen
Am ersten IMSA-GT-Meisterschaftslauf der Saison nahmen am Nachmittag des 5. Februars 79 Rennwagen der Klassen GTP, GTO und GTU das Rennen auf. Von der Pole-Position ging Bob Wollek ins Rennen. Der Franzose erzielte im Training auf seinem Porsche 935 eine Zeit von 1:42,155 Minuten.
Nach 24 Stunden Rennzeit wurden die beiden US-Amerikaner Preston Henn und A. J. Foyt sowie die Franzosen Bob Wollek und Claude Ballot-Léna als Sieger abgewunken.

## Ergebnisse

### Schlussklassement
| 1               | GTP | 6  | Henn’s Swap Shop           | Preston Henn Bob Wollek Claude Ballot-Léna A. J. Foyt         | Porsche 935 L           | 618 |
| 2               | GTP | 88 | Motorsports Marketing      | Randy Lanier Terry Wolters Marty Hinze                        | March 83G               | 612 |
| 3               | GTO | 7  | Racing Beat                | Pete Halsmer Bob Reed Rick Knoop                              | Mazda RX-7              | 598 |
| 4               | GTP | 24 | Pegasus III Racing         | M. L. Speer Ken Madren Ray Ratcliff                           | Porsche 935 JLP-2       | 578 |
| 5               | GTO | 50 | Latino Racing              | Diego Febles Kikos Fonseca Roy Valverde                       | Porsche 911 Carrera RSR | 568 |
| 6               | GTP | 10 | Cooke Racing               | Ralph Kent-Cooke Jim Adams John Bright                        | Lola T600 Chevrolet     | 563 |
| 7               | GTO | 05 | T&R Racing                 | Tico Almeida Ernesto Soto Miguel Morejon                      | Porsche 911 Carrera RSR | 561 |
| 8               | GTP | 77 | Z&W Enterprises            | Pierre Honegger Walt Bohren David Palmer                      | Mazda GTP               | 553 |
| 9               | GTO | 9  | Personalized Autohaus      | Wayne Baker Jim Mullen Bob Garretson                          | Porsche 934             | 551 |
| 10              | GTO | 35 | Pegasus Racing             | Paul Gilgan Al Leon Wayne Pickering                           | Porsche 911 Carrera RSR | 547 |
| 11              | GTP | 47 | Frank Rubino               | Frank Rubino Pepe Romero Doc Bundy Dale Whittington           | Porsche 935 M16         | 546 |
| 12              | GTU | 92 | Kent Racing                | Lee Mueller Terry Visger Hugh McDonough                       | Mazda RX-7              | 544 |
| 13              | GTO | 58 | Brumos Racing              | Deborah Gregg Kathy Rude Bonnie Henn                          | Porsche 924 Carrera GTR | 531 |
| 14              | GTU | 90 | 901 Shop                   | Mike Schaefer Doug Zitza Jack Refenning John Belperche        | Porsche 911 SC          | 525 |
| 15              | GTO | 61 | Vista Racing               | Don Courtney Brent O’Neill Luis Sereix                        | Chevrolet Monza         | 525 |
| 16              | GTP | 86 | Bayside Disposal Racing    | Bruce Leven Hurley Haywood Al Holbert                         | Porsche 935/80          | 515 |
| 17              | GTU | 60 | Team Morrison              | Steve Dietrich Chris Ivey Jim Cook                            | Mazda RX-7              | 514 |
| 18              | GTO | 85 | Richard Lloyd              | Richard Lloyd George Drolsom Jonathan Palmer                  | Porsche 924 Carrera GTR | 500 |
| 19              | GTU | 38 | Mandeville Auto/Tech       | Roger Mandeville Amos Johnson Danny Smith                     | Mazda RX-7              | 476 |
| 20              | GTO | 4  | Stratagraph Inc.           | Billy Hagan Terry Labonte Lloyd Frink                         | Chevrolet Camaro        | 467 |
| 21              | GTU | 63 | RGP 500 Racing             | Jim Downing John Maffucci Steve Potter                        | Mazda RX-7              | 466 |
| 22              | GTO | 29 | Overby's                   | Robert Overby Don Bell Chris Doyle                            | Chevrolet Camaro        | 438 |
| 23              | GTU | 37 | Burdsall-Welter Racing     | Tom Burdsall Peter Welter Al Bacon                            | Mazda RX-7              | 436 |
| 24              | GTO | 26 | Auriga Racing              | Tom Nehl Nelson Silcox Richard Valentine                      | Chevrolet Camaro        | 426 |
| 25              | GTP | 1  | JLP Racing                 | John Paul, Jr. Rene Rodriguez Joe Castellano                  | Porsche 935 JLP-3       | 412 |
| 26              | GTO | 13 | Gordon Oftedahl            | Mike Brummer Phil Pate Duane Eitel                            | Pontiac Firebird        | 411 |
| 27              | GTO | 28 | Avanti                     | Herb Adams John Martin Joe Ruttman Leonard Emanuelson         | Avanti II               | 419 |
| 28              | GTO | 40 | Bieri Racing               | Uli Bieri Matt Gysler Duff Hubbard                            | BMW M1                  | 406 |
| 29              | GTU | 97 | All American Racers        | Wally Dallenbach, Jr. Whitney Ganz Willy T. Ribbs             | Toyota Celica           | 365 |
| 30              | GTO | 75 | Bard Boand                 | Bard Boand Richard Anderson Mike Stephens                     | Chevrolet Corvette      | 358 |
| 31              | GTP | 83 | Thomas T. Ciccone          | Mike Gassaway Scott Smith sr. Joe Cogbill sr.                 | Chevrolet Camaro        | 357 |
| 32              | GTU | 52 | TFC Racing                 | Tom Cripe David Duncan Dick Gauthier Jack Swanson             | Porsche 911             | 312 |
| 33              | GTU | 71 | Morgan Performance Group   | Charles Morgan Bill Johnson Jim Miller                        | Datsun 280ZX            | 305 |
| 34              | GTU | 27 | Scuderia Rosso             | Jim Fowells Ray Mummery Tom Sheehy                            | Mazda RX-7              | 300 |
| 35              | GTU | 78 | Der Klaus Haus             | Klaus Bitterauf Vicki Smith Scott Flanders                    | Porsche 911             | 299 |
| 36              | GTP | 65 | Ron Spangler               | Carson Baird Chip Mead Tom Pumpelly                           | Ferrari 512 BB LM       | 294 |
| 37              | GTO | 23 | Superior Racing Team       | Raul Garcia Vince DiLella                                     | Chevrolet Camaro        | 285 |
| 38              | GTO | 01 | Marketing Corporation      | John Morton Tom Klausler Ronnie Bucknum                       | Ford Mustang            | 284 |
| 39              | GTO | 72 | John Josey                 | Gary Baker Sterling Marlin                                    | Chevrolet Corvette      | 284 |
| 40              | GTO | 41 | Starved Rock Lodge         | Rusty Schmidt Scott Schmidt                                   | Chevrolet Corvette      | 263 |
| 41              | GTO | 49 | OMR Engines                | Hoyt Overbagh Peter Kirill                                    | Chevrolet Monza         | 243 |
| 42              | GTU | 66 | Mike Meyer Racing          | Jack Dunham Jeff Kline Jon Compton                            | Mazda RX-7              | 242 |
| 43              | GTO | 45 | Stratagraph Inc.           | Gene Felton Tom Williams Lloyd Frink                          | Chevrolet Camaro        | 223 |
| 44              | GTP | 21 | Nimrod Racing              | Lyn St. James Drake Olson John Graham                         | Nimrod NRA/C2           | 208 |
| 45              | GTO | 79 | Whitehall Promotions       | Tom Winters Bob Bergstrom Peter Dawe                          | Porsche 924 Carrera GTR | 193 |
| 46              | GTO | 55 | B de T Racing              | Diego Montoya Terry Herman Tony Garcia                        | BMW M1                  | 172 |
| 47              | GTO | 14 | Oftedahl Racing            | Bob Raub Carl Shafer Sam Moses                                | Pontiac Firebird        | 165 |
| 48              | GTU | 16 | Paul Goral                 | Paul Goral Nort Northam Larry Figaro                          | Porsche 911             | 161 |
| 49              | GTP | 74 | Mark Wagoner               | Del Russo Taylor Mike Angus Wayne Dassinger                   | Chevron GTP             | 152 |
| 50              | GTP | 44 | Group 44                   | Bob Tullius Bill Adam Pat Bedard                              | Jaguar XJR-5            | 130 |
| 51              | GTU | 98 | All American Racers        | Dennis Aase Michael Chandler Al Unser junior                  | Toyota Celica           | 130 |
| 52              | GTO | 89 | Taca El Salvador           | Enrique Molins („Jamsal“) Eduardo Barrientos Eduardo Galdamez | Porsche 911 Carrera RSR | 122 |
| 53              | GTO | 31 | Kendco                     | Dale Kreider Dick Neland                                      | Chevrolet Camaro        | 122 |
| 54              | GTP | 11 | Nimrod Racing              | Darrell Waltrip Guillermo Maldonado A. J. Foyt                | Nimrod NRA/C2           | 121 |
| 55              | GTO | 67 | Trans Am Specialtes        | Elliott Forbes-Robinson Gary Witzenburg Tony Swan             | Pontiac Firebird        | 121 |
| 56              | GTU | 42 | Gary Wonzer                | Bill Bean Gary Wonzer Buzz Cason                              | Porsche 911             | 118 |
| 57              | GTU | 99 | All American Racers        | Kaoru Hoshino Masanori Sekiya Gene Hackman                    | Toyota Celica           | 118 |
| 58              | GTO | 64 | John Hulen                 | John Hulen Ron Coupland Bob Speakman                          | Porsche 911 Carrera RSR | 118 |
| 59              | GTO | 15 | D&L Performance            | Doug Lutz Dave Panaccione Larry Connor                        | Porsche 911 Carrera RSR | 113 |
| 60              | GTO | 81 | Robert Whitaker            | Robert Whitaker Karl Keck Bill McDill                         | Chevrolet Camaro        | 98  |
| 61              | GTO | 36 | Herman & Miller P & A      | Paul Miller Jim Busby Ron Grable                              | Porsche 924 Carrera GTR | 91  |
| 62              | GTO | 06 | Bobby Diehl                | Bobby Diehl Roy Newsome                                       | Mazda RX-7              | 87  |
| 63              | GTO | 43 | Bob Gregg Racing           | Bob Richardson Bob Young                                      | Chevrolet Camaro        | 85  |
| 64              | GTO | 04 | Paul Canary Racing         | Paul Canary Jean-Paul Libert Pascal Witmeur                   | Pontiac Firebird        | 85  |
| 65              | GTU | 32 | Richard Cline              | Rick Cline Paul Romano Mike Powell                            | Mazda RX-7              | 82  |
| 66              | GTO | 84 | Motorsport Marketing       | Emory Donaldson Steve Pope Ken Murray                         | Chevrolet Camaro        | 79  |
| 67              | GTO | 07 | Heimrath Racing            | Ludwig Heimrath senior Ludwig Heimrath junior                 | Porsche 934             | 71  |
| 68              | GTU | 30 | Case Racing                | Ron Case Jack Rynerson                                        | Porsche 911             | 67  |
| 69              | GTU | 51 | Red Roof Inns              | Doug Carmean Don Herman John Finger                           | Mazda RX-7              | 57  |
| 70              | GTU | 82 | Trinity Racing             | Joe Varde John Casey                                          | Mazda RX-7              | 52  |
| 71              | GTO | 87 | Bob Beasley                | Bob Beasley John Ashford                                      | Porsche 911 Carrera RSR | 52  |
| 72              | GTP | 0  | Interscope Racing          | Ted Field Bill Whittington                                    | Lola T600 Chevrolet     | 47  |
| 73              | GTP | 5  | Bob Akin Motor Racing      | Bob Akin John O’Steen                                         | Porsche 935 K3/80       | 43  |
| 74              | GTP | 03 | Angelo Pallavicini         | Angelo Pallavicini Werner Frank                               | Porsche 935             | 24  |
| 75              | GTO | 02 | Marketing Corp. of America | Milt Minter Ronnie Bucknum                                    | Ford Mustang            | 24  |
| 76              | GTP | 8  | JLP Racing                 | John Paul                                                     | Porsche 935 JLP-4       | 15  |
| 77              | GTP | 25 | Red Lobster Racing         | Dave Cowart Kenper Miller                                     | March 82G Porsche       | 14  |
| 78              | GTO | 09 | Mark Gassaway              | Tom Ciccone                                                   | Chevrolet Camaro        | 6   |
| 79              | GTO | 19 | Van Every Racing           | Lance Van Every                                               | Porsche 911 Carrera RSR | 0   |
| Nicht gestartet |     |    |                            |                                                               |                         |     |
| 80              | GTP | 00 | Interscope Racing          | Ted Field Danny Ongais Bill Whittington                       | Lola T600 Chevrolet     | 1   |
| 81              | GTP | 2  | Hinze Fencing              | Marty Hinze                                                   | Porsche 935 K3          | 2   |
| 82              | GTO | 17 | Dingman Brothers Racing    | Billy Dingman Roger Bighouse John Gunn                        | Chevrolet Corvette      | 3   |
| 83              | GTO | 18 | Bill Nelson                | Vincent Collins Bill Nelson Lojza Vosta                       | Pontiac Firebird        | 4   |
| 84              | GTO | 20 | Dale Kreider               | Dale Kreider Dave Heinz                                       | Chevrolet Corvette      | 5   |
| 85              | GTU | 39 | Donald Flores              | Donald Flores Robert Gottfried Howdy Holmes                   | Porsche 911             | 6   |
| 86              | GTU | 69 | Conrado Casado             | Ricardo Londoño Diego Londoño Fred Flaquer                    | Porsche 911             | 7   |
| 87              | GTU | 73 | G. O. Racing               | Ken Grostic Keith Lawhorn                                     | Porsche 914/4           | 8   |

1 nicht gestartet (Feuer)
2 nicht gestartet
3 nicht gestartet
4 nicht gestartet
5 nicht gestartet
6 nicht gestartet
7 nicht gestartet
8 nicht gestartet

### Nur in der Meldeliste
Hier finden sich Teams, Fahrer und Fahrzeuge, die ursprünglich für das Rennen gemeldet waren, aber aus den unterschiedlichsten Gründen daran nicht teilnahmen.
| Pos. | Klasse | Nr. | Team                 | Fahrer                                 | Chassis          |
| ---- | ------ | --- | -------------------- | -------------------------------------- | ---------------- |
| 88   | GTP    | 3   | GRID Racing          | Fred Stiff                             | Grid S1          |
| 89   | GTP    | 12  | Les Blackburn        | Les Blackburn Roy Baker David Palmer   | Harrier LR4      |
| 90   | GTO    | 80  | Charles Kleinschmidt |                                        | Pontiac Firebird |
| 91   | GTO    |     | Vista Racing         | Don Courtney Brent O’Neill Luis Sereix | Buick Skyhawk    |

### Klassensieger
| Klasse | Fahrer       | Fahrer       | Fahrer             | Fahrer     | Fahrzeug      | Platzierung im Gesamtklassement |
| ------ | ------------ | ------------ | ------------------ | ---------- | ------------- | ------------------------------- |
| GTP    | Preston Henn | Bob Wollek   | Claude Ballot-Léna | A. J. Foyt | Porsche 935 L | Gesamtsieg                      |
| GTO    | Pete Halsmer | Bob Reed     | Rick Knoop         |            | Mazda RX-7    | Rang 3                          |
| GTU    | Lee Mueller  | Terry Visger | Hugh McDonough     |            | Mazda RX-7    | Rang 12                         |

### Renndaten
- Gemeldet: 91
- Gestartet: 79
- Gewertet: 29
- Rennklassen: 3
- Zuschauer: unbekannt
- Wetter am Renntag: zeitweise Regen
- Streckenlänge: 6,180 km
- Fahrzeit des Siegerteams: 24:01:27,025 Stunden
- Gesamtrunden des Siegerteams: 618
- Gesamtdistanz des Siegerteams: 3818,167 km
- Siegerschnitt: 156,600 km/h
- Pole Position: Bob Wollek – Porsche 935 L (#6) – 1:42,155 = 260,758 km/h
- Schnellste Rennrunde: Bob Wollek – Porsche 935 L (#6) 1:49,220 = 203,695 km/h
- Rennserie: 1. Lauf zur IMSA-GTP-Serie 1983